# Principio cero de la termodinámica
El principio cero de la termodinámica es una ley fenomenológica para sistemas que se encuentran en equilibrio térmico. En palabras simples, el principio dice que si se pone un objeto con cierta temperatura en contacto con otro a una temperatura distinta, ambos intercambian calor hasta que sus temperaturas se igualan. El principio establece que para todo sistema existe una propiedad denominada temperatura empírica θ, que es común para todos los estados de equilibrio termodinámico que se encuentren en equilibrio mutuo con uno dado.
La ley es compatible con el uso de un cuerpo físico particular, por ejemplo la masa de un gas, para que coincida con la temperatura de otros cuerpos, pero no justifica a la temperatura como una cantidad que se puede medir en números reales. Tiene una gran importancia experimental «pues permite construir instrumentos que midan la temperatura de un sistema» pero no resulta tan importante en el marco teórico de la termodinámica. El principio cero permite parametrizar temperaturas, pero no medir temperaturas. Así, por ejemplo, cuando Joule necesitó comparar los resultados de sus experiencias con los de otro investigador en Inglaterra, tuvo que atravesar el océano Atlántico para comprobar, in situ, sus termómetros a fin de realizar una correspondencia.
El equilibrio termodinámico de un sistema se define como la condición del mismo en el cual las variables empíricas usadas para definir o dar a conocer un estado del sistema (presión, volumen, campo eléctrico, polarización, magnetización, tensión lineal, tensión superficial, coordenadas en el plano x, y) no son dependientes del tiempo. El tiempo es un parámetro cinético, asociado a nivel microscópico; el cual a su vez está dentro de la fisicoquímica y no es parámetro debido a que a la termodinámica solo le interesa trabajar con un tiempo inicial y otro final. A dichas variables empíricas (experimentales) de un sistema se las conoce como coordenadas térmicas y dinámicas del sistema.
Como convención, también se puede decir que dos sistemas están en una relación de equilibrio térmico si, no estando vinculados para poder transferir calor entre ellos, permanecerían en el mismo estado si fuesen conectados por una pared permeable solamente al calor. El significado físico es expresado por Maxwell en las palabras: «Todo el calor es del mismo tipo». Otra declaración de la ley es «Todas las paredes diatérmicas son equivalentes». Este principio es importante para la formulación matemática de la termodinámica, que necesita la afirmación de que la relación del equilibrio térmico es una relación de equivalencia. Esta información es necesaria para una definición matemática de temperatura que concuerde con la existencia física de termómetros válidos
Este principio fundamental, aun siendo ampliamente aceptado, no fue formulado formalmente hasta después de haberse enunciado las otras tres leyes. De ahí que recibiese el nombre de principio cero. Fue formulado por primera vez para un sistema, pero no lo es tanto para la propia estructura de la teoría termodinámica.
Otra formulación es: si dos sistemas están por separado en equilibrio con un tercero, entonces también deben estar en equilibrio entre ellos. Si tres o más sistemas están en contacto térmico y todos juntos en equilibrio, entonces cualquier par está en equilibrio por separado.

## Presentación y deducción

### Presentación rigurosa
Considerando todos los estados de equilibrio accesibles para un sistema termodinámico {\displaystyle {\mathcal {A}}:\{\alpha ,\beta ,...\}} y una réplica del mismo, podemos obtener los estados de equilibrio del sistema compuesto {\displaystyle {\mathcal {A}}\otimes {\mathcal {A}}} como el conjunto producto:
{\displaystyle \{\alpha ,\beta ,...\}\otimes \{\alpha ,\beta ,...\}.}
Estos estados de equilibrio corresponderán a situaciones en las que los dos sistemas se encuentran adiabáticamente aislados uno del otro.
Cuando los sistemas se ponen en contacto a través de una pared diatermana, el conjunto de estados de equilibrio a los que los dos sistemas llegan se denominan estados de equilibrio en equilibrio mutuo, y matemáticamente responden con una relación {\displaystyle {\mathcal {R}}} de tipo reflexiva y simétrica en el conjunto producto anterior:
{\displaystyle \forall \alpha :\alpha {\mathcal {R}}\alpha ;\qquad \forall \alpha ,\beta :\alpha {\mathcal {R}}\beta \rightarrow \beta {\mathcal {R}}\alpha }
lo que debe verificar la relación transitiva:
{\displaystyle \forall \alpha ,\beta ,\gamma :\left\{\alpha {\mathcal {R}}\beta ;\beta {\mathcal {R}}\gamma \right\}\rightarrow \alpha {\mathcal {R}}\gamma }
Lo que matemáticamente significa que existe una propiedad que es común a entre dos sistemas con un tercero.

### Presentación a partir del segundo principio
Explicando el segundo principio de la termodinámica de una manera muy sencilla.
Sea inicialmente un sistema aislado Σ formado por dos subsistemas Σ1 y Σ2 sea E la energía total y E1 y E2 = E − E1 las energía de los dos subsistemas. Funcionalmente se tiene que S(E) = S(E1) + S(E2), si admitimos como única variable independiente E1 y derivamos:

{\displaystyle {\frac {dS}{dE_{1}}}={dE_{2}}{\frac {dE_{2}}{dE_{1}}}={\frac {dS_{1}}{dE_{1}}}-{\frac {dS_{2}}{dE_{2}}}=0}

De donde se sigue que:
{\displaystyle {\frac {dS_{1}}{dE_{1}}}={\frac {1}{T_{1}}}={\frac {1}{T_{2}}}={\frac {dS_{2}}{dE_{2}}}}
Si aplicamos el anterior principio a un sistema formado ΣAB por dos partes ΣA y ΣB deducimos que TA = TB. Haciendo lo mismo con un sistema ΣBC formado por ΣB y ΣC llegamos a TB = TC, y por tanto, TA = TB = TC.